# Vessel (video)
Vessel är den första livevideon av isländska artisten Björk och innehåller en filmad konsert vid Royalty Theatre i London den 24 februari 1994. Framträdandet var en del av Björks Debut-turné. Videon gavs ut av One Little Indian Records på vhs den 5 september 1994 och på dvd den 13 januari 2003.

## Låtlista
Samtliga låtar återfinns på albumet Debut
1. "Human Behaviour"
2. "Atlantic"
3. "One Day"
4. "Venus as a Boy"
5. "Come to Me"
6. "Aeroplane"
7. "The Anchor Song"
8. "Big Time Sensuality"
9. "There's More to Life Than This"
10. "Violently Happy"
11. "Crying"